# Montmagny (Francia)
Montmagny è un comune francese di 14 332 abitanti situato nel dipartimento della Val-d'Oise nella regione dell'Île-de-France.

## Società

### Evoluzione demografica
Abitanti censiti